# PÜNCT
PÜNCT es un juego de mesa de estrategia para dos jugadores, diseñado por Kris Burm. Es el sexto (y último) lanzamiento en el proyecto GIPF de siete juegos abstractos, aunque se considera el quinto juego del proyecto. Fue lanzado en 2005. PÜNCT ganó el premio al mejor juego de estrategia abstracta de la revista Games en 2007.
PÜNCT es un juego de conexión para dos jugadores. El objetivo es conectar dos lados de un tablero hexagonal, usando piezas que cubren tres hexágonos cada una. Las piezas se pueden colocar, mover, rotar y apilar de varias formas, restringidas por la geometría del tablero, la forma de las piezas y la gravedad. Los jugadores pueden traer nuevas piezas al tablero o pueden intentar conectar las piezas que ya están en juego.

## Reglas básicas
La descripción general de las reglas de PÜNCT son las siguientes.

### Componentes del juego
- Tablero de juego en forma de hexágono con una longitud lateral de 9 cuadrados (no hay cuadrados en las esquinas del hexágono). 19 cuadrados en un hexágono central con una longitud de lado de 3 cuadrados están coloreados.
- En cada color (blanco y negro) 18 piezas de juego del tamaño de 3 casillas del tablero. Entre ellos hay 6 rectos (3 cuadrados seguidos), 6 angulares y 6 triangulares. Hay una caja de color en cada piedra, esta caja se llama PÜNCT.
- Una ficha PÜNCT de cada color.

### Comienzo del juego
El tablero de juego se coloca entre los jugadores. Cada jugador toma todas las piedras de su color y una ficha de PÜNCT. Empieza el blanco.

### Turnos
El jugador tiene dos opciones en su turno:
1. Colocar la piedra sobre el tablero:
  - El jugador coloca una de sus piedras en el tablero de modo que los tres puntos queden en casillas vacías.
  - El primer jugador del primer turno no debe colocar una piedra en el hexágono central del tablero. En otros movimientos, ambos jugadores pueden colocar piedras sobre él sin restricciones.
2. Mover una piedra que ya está en el tablero:
  - El jugador mueve y gira una de sus piedras, que ya están en el tablero, a cualquier otro lugar para que se acueste con las tres ruedas en los cuadrados y para que su PÜNCT quede en una línea recta de cuadrados desde donde estaba antes. .
  - Para una mejor visión general, el jugador puede colocar temporalmente su ficha PÜNCT en el lugar donde estaba el PÜNCT de la piedra movida y luego decidir cómo mover y girar la piedra. Sin embargo, debe eliminarlo después de la mudanza. El token no tiene más que esta función auxiliar.
  - Se permite trasladar la piedra a otras piedras que ya están sobre la losa. En este caso, las tres ruedas deben estar a la misma altura (es decir, la piedra todavía estará horizontal sobre la losa) y el PÜNCT de la piedra movida debe estar sobre una piedra del mismo color.
  - Una piedra recta y angular puede formar un puente sobre otras piedras: los extremos de la piedra se encuentran a la misma altura, pero hay menos (o ninguna) piedras debajo del punto medio. Una piedra triangular no puede formar un puente.
  - Está prohibido mover una piedra sobre la que haya otra piedra (incluso una piedra situada debajo de un puente).

### Fin del juego
El juego termina cuando un jugador crea un camino continuo de sus piedras entre dos bordes opuestos del tablero. No importa la altura de las piedras en este camino. Este jugador es el ganador. Si ambos jugadores han colocado todas sus piedras en el tablero, pero ninguno ha creado ese camino, el juego termina en empate.

## Versión estándar
La versión estándar de las reglas difiere de la básica solo por dos reglas:
- Ningún jugador puede colocar una piedra recién colocada en el hexágono central. Solo se permite mover piedras que ya estén en el tablero.
- Si uno de los jugadores coloca todas sus piedras en el tablero y nadie ha creado un camino entre los lados opuestos, el juego termina. El ganador es el jugador que posee más cuadrados en el hexágono central (el cuadrado pertenece al jugador cuya piedra está más encima). Si ambos tienen lo mismo, el juego termina en empate.